# Wierzba szwajcarska
Wierzba szwajcarska (Salix helvetica Vill.) – gatunek rośliny z rodziny wierzbowatych (Salicaceae). Występuje tylko w Alpach i Karpatach i jest rośliną rzadką. W Polsce występuje wyłącznie w Tatrach i jest tutaj bardzo rzadka. W polskich Tatrach znane są jedynie 3 jej stanowiska, wszystkie w Tatrach Zachodnich: żleb Babie Nogi, Baniste w Dolinie Pyszniańskiej i Wołowiec. Nieco częstsza jest w Tatrach słowackich.

## Morfologia
PokrójMały, gęsty, okrągławy krzew o wysokości 0,5-1 m.
PędyMłode pędy są z początku biało filcowato owłosione, później łysieją.
LiścieOd odwrotnie jajowatych do lancetowatych, powyżej połowy najszersze. Szczyty liści niezbyt ostre, tępe, lub zaokrąglone. Na górnej stronie są ciemnozielone lub żywozielone, na spodniej stronie białofilcowate.
KwiatyRoślina dwupienna, kwiaty zebrane w kotki o długości 3–5 cm. Kotki żeńskie o przysadkach dwubarwnych; dołem jasnych, lub purpurowych, górą rdzawoczarnych. Słupki siedzące, o zalążniach gęsto owłosionych, szyjkach w dolnej części również owłosionych, znamionach szeroko, łukowato rozchylonych. Kotki męskie dwubarwne, bez szypułek, wydłużone i zielonkawo owłosione. Nitki ich pręcików wolne i nagie, miodnik spłaszczony, jasnozielony. Zaraz po rozwinięciu pylniki i pyłek jest czerwony, w czasie kwitnienia jasnożółty, a po przekwitnięciu ciemnobrunatny.
OwocKędzierzawo owłosiona i pękająca dwoma klapami torebka z drobnymi nasionami wyposażonymi we włoski.
Gatunki podobneBardzo podobna jest wierzba lapońska. Poza owłosieniem i barwą górnej strony liści różnice między tymi gatunkami są znikome. W okresie lodowcowym wierzby te były prawdopodobnie jednym gatunkiem i dopiero po rozdzieleniu obszaru ich występowania przez obszary cieplejszego klimatu zaczęły się różnicować.

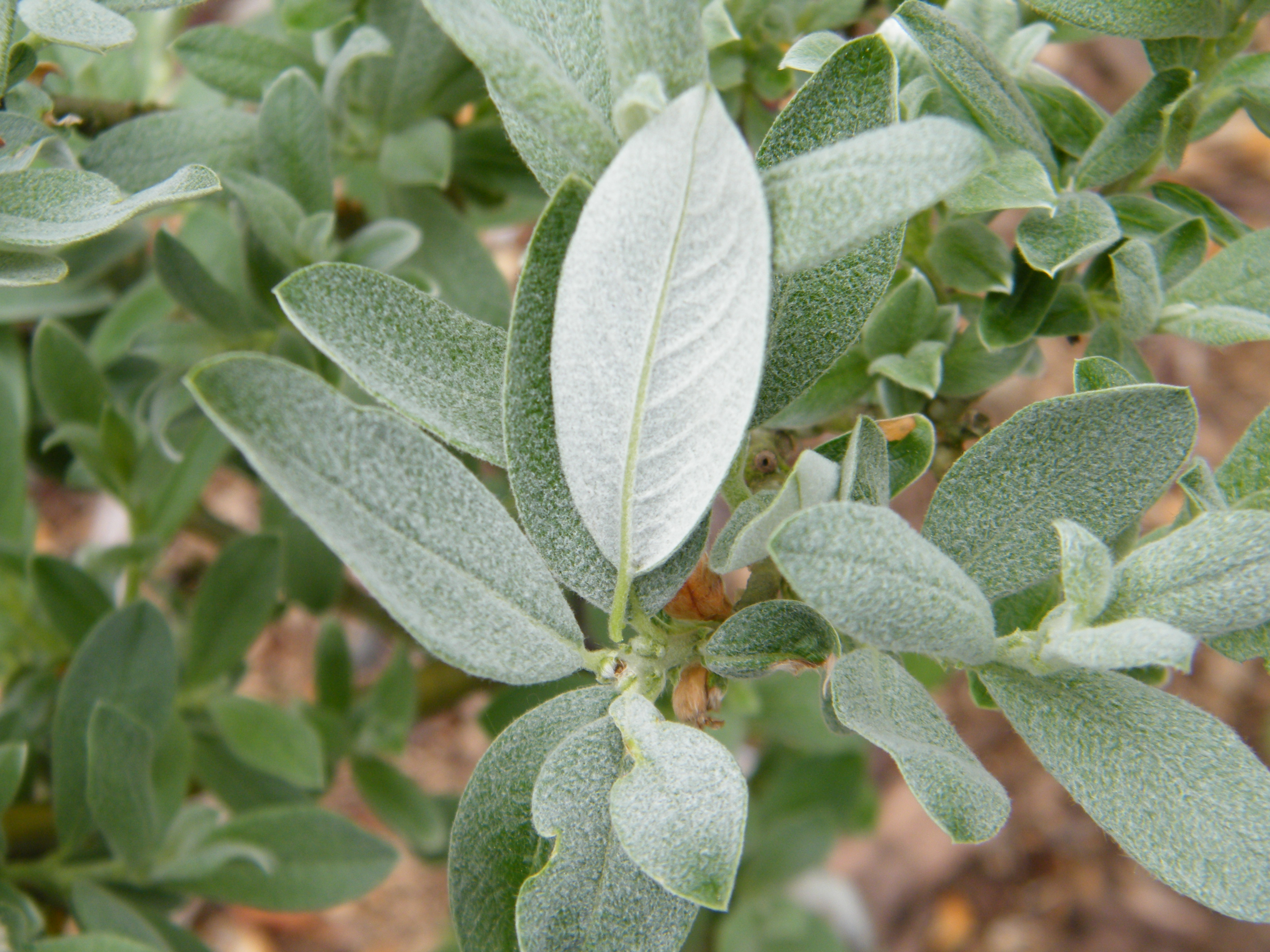
Liście
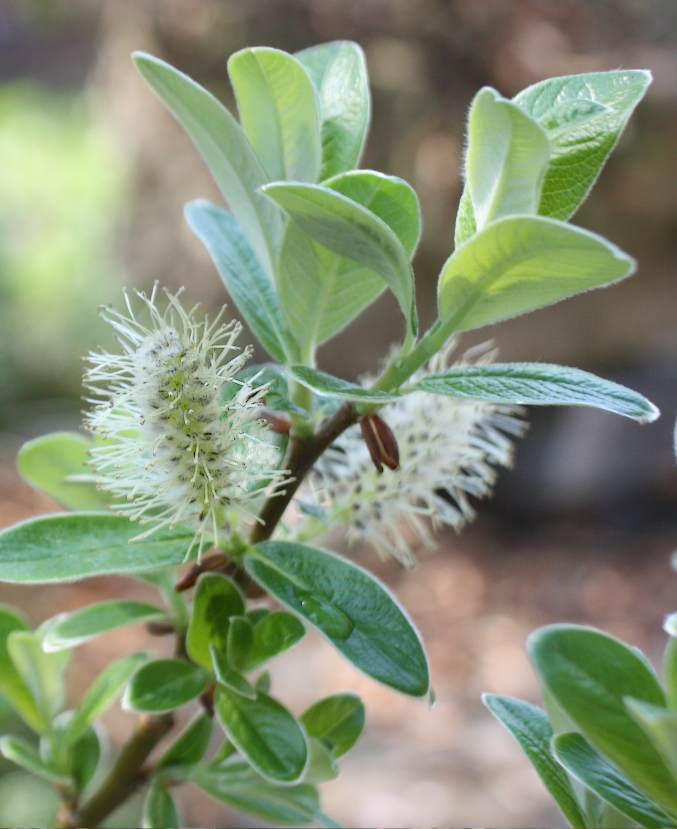
Kwiaty męskie
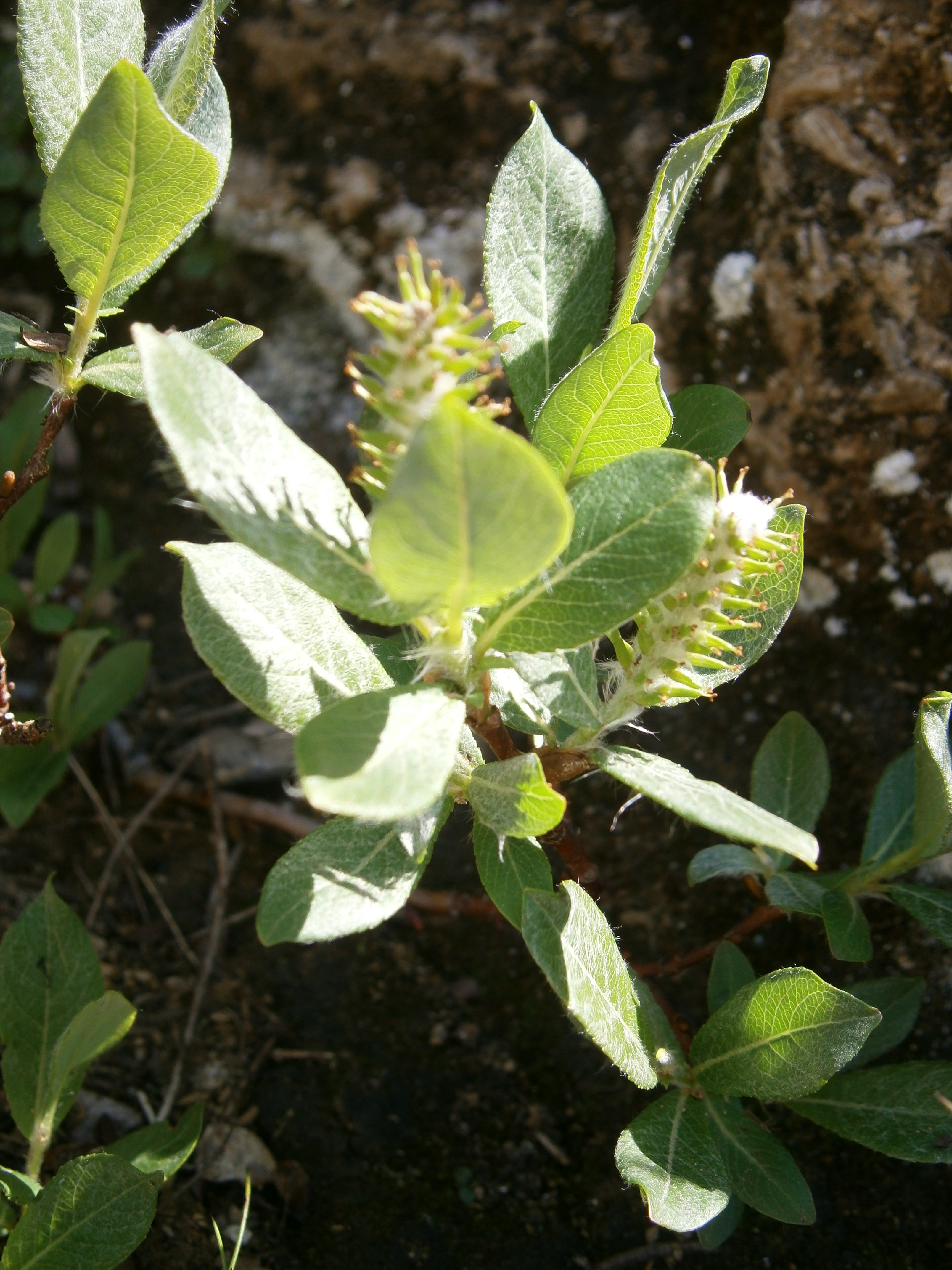
Kwiaty żeńskie

## Biologia i ekologia
Roślina wieloletnia, nanofanerofit. Kwitnie od czerwca do lipca. Roślina owadopylna i miododajna. Nasiona rozsiewane przez wiatr. Siedlisko: Skały, podmokłe dna dolin. Rośnie w piętrze kosodrzewiny, czasami również w piętrze alpejskim, głównie na podłożu ubogim w wapń i na stanowiskach wilgotnych. Roślina górska. Liczba chromosomów 2n = 38.
Tworzy mieszańce z wierzbą śląską.

## Zagrożenia i ochrona
Gatunek umieszczony w Polskiej Czerwonej Księdze Roślin oraz na polskiej czerwonej liście w kategorii EN (zagrożony). 
W Polsce wszystkie jej stanowiska znajdują się na objętym ochroną obszarze Tatrzańskiego Parku Narodowego. Stanowisko w żlebie Babie Nogi należy objąć monitoringiem. Uzyskany z rosnącego w tym żlebie okazu osobnik jest uprawiany w ogrodzie Instytutu Ochrony Przyrody PAN w Zakopanem.